# Pseudocarum
Pseudocarum, biljni rod penjačica ili lijana iz porodice štitarki, smješten u tribus Heteromorpheae. Postoje dvije priznate vrste, jedna iz istočne Afrike, druga sa Madagaskara
Rod je opisan u Journal of Botany, British and Foreign 62: 333. 1924.

## Vrste
1. Pseudocarum eminii (Engl.) H.Wolff
2. Pseudocarum laxiflorum (Baker) B.-E.van Wyk; madagaskarski endem